# Chen Yujie
Chen Yujie (陈妤颉S; Ningbo, 29 dicembre 2008) è una velocista cinese.

## Biografia
Nata a Ningbo nella provincia cinese dello Zhejiang, figlia di due ex atleti. Nel 2025, a 16 anni, ha partecipato ai campionati del mondo indoor di Nanchino venendo eliminata in batteria. Nel mese di maggio ha vinto la medaglia d'oro ai campionati asiatici nei 200 metri piani e nella staffetta 4x100 metri.

## Record nazionali
Allievi (under 18)
- 200 metri piani: 22"97 ( Gumi, 31 maggio 2025)

## Progressione

### 60 metri piani
| Stagione | Misura  | Luogo    | Data      | Rank. Mond. |
| -------- | ------- | -------- | --------- | ----------- |
| 2025     | 7"26(i) | Jinan    | 18-2-2025 |             |
| 2024     | 7"27(i) | Tientsin | 31-3-2024 |             |

### 100 metri piani
| Stagione | Misura | Luogo    | Data      | Rank. Mond. |
| -------- | ------ | -------- | --------- | ----------- |
| 2025     | 11"40  | Zhaoqing | 12-4-2025 |             |
| 2024     | 11"29  | Rizhao   | 29-6-2024 |             |

### 200 metri piani
| Stagione | Misura | Luogo     | Data      | Rank. Mond. |
| -------- | ------ | --------- | --------- | ----------- |
| 2025     | 22"97  | Gumi      | 31-5-2025 |             |
| 2024     | 23"19  | Chongqing | 29-5-2024 |             |

## Palmarès
| Anno | Manifestazione  | Sede      | Evento      | Risultato   | Prestazione | Note  |
| ---- | --------------- | --------- | ----------- | ----------- | ----------- | ----- |
| 2024 | Asiatici U20    | Dubai     | 100 m piani | Oro         | 11"32       | [ 2 ] |
| 2024 | Mondiali U20    | Lima      | 100 m piani | Semifinale  | 11"79       | [ 3 ] |
| 2025 | Mondiali indoor | Nanchino  | 60 m piani  | Batteria    | 7"34        | [ 4 ] |
| 2025 | World Relays    | Guangzhou | 4x100 m     | Ripescaggio | 43"03       | [ 5 ] |
| 2025 | Asiatici        | Gumi      | 200 m piani | Oro         | 22"97       | [ 6 ] |
| 2025 | Asiatici        | Gumi      | 4x100 m     | Oro         | 43"28       | [ 7 ] |

## Campionati nazionali
- 1 volta campionessa nazionale cinese indoor dei 60 m piani (2024)
- 1 volta campionessa nazionale cinese dei 100 m piani (2024)

2024
- Oro ai campionati cinesi indoor (Tientsin) - 60 metri piani - 7"27
- Oro ai campionati cinesi (Rizhao) - 100 metri piani - 11"29[8]

## Altre competizioni internazionali
2025
- 4ª allo Xiamen Diamond League ( Xiamen), 200 m piani - 22"99